# Sâncel (Alba)
Sâncel (in ungherese Szancsal) è un comune della Romania di 2 604 abitanti, ubicato nel distretto di Alba, nella regione storica della Transilvania.
Il comune è formato dall'insieme di 3 villaggi: Iclod, Pănade, Sâncel.
L'abitato di Sâncel viene citato per la prima volta in un documento risalente al 1252.